# Shave and a Haircut

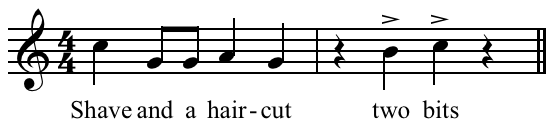
Shave and a Haircut en do mayor.
En una variación de esta melodía, las notas segunda y tercera se reemplazan con un tresillo con el medio un semitono más bajo y la cuarta nota es bemol.

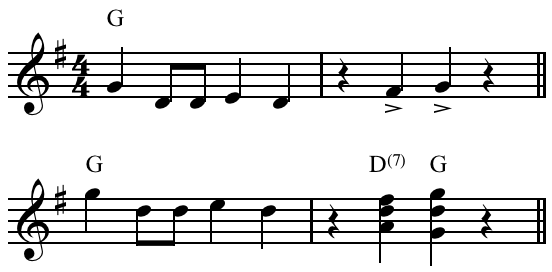
Shave and a Haircut en sol mayor con conclusión con acordes. o.

Shave and a Haircut y la respuesta asociada two bits es la verbalización anglosajona para un pareado, ostinato o fanfarria musical de llamada y respuesta de siete notas que se usa popularmente al final de una actuación musical, generalmente con un efecto cómico. Se utiliza de forma melódica o rítmica, por ejemplo, como golpe de puerta.
Two bits es un término en los Estados Unidos y Canadá para 25 centavos, equivalente a un cuarto de dólar estadounidense. Ocasionalmente se utilizan six bits, si bien las palabras finales también pueden ser alguna otra expresión graciosa. En el Reino Unido, a menudo se decía como five bob (argot para cinco chelines), aunque ahora rara vez se usan palabras para acompañar el ritmo o la melodía.

## Historia
Una aparición temprana de la melodía es de una canción de Charles Hale de 1899, At a Darktown Cakewalk. Otras canciones del mismo período también usaron la melodía. Las mismas notas forman el puente en el Hot Scotch Rag, escrito por H. A. Fischler en 1911.
Una de las primeras grabaciones usó la melodía de 7 notas tanto al principio como al final de una canción humorística de 1915 de Billy Murray y el American Quartet, llamada «On the 5:15».
En su novela de 1933, Hizzoner the Mayor, Joel Sayre escribió sobre los barcos que «hacen sonar la explosión oficial de bienvenida de Malta al ritmo de 'Shave-and-a-haircut-two-bits, shave-and-a-haircut-two-bits, shave-and-a-haircut-two-bits', que pronto fue adoptada por todas las embarcaciones del puerto que tenían una caldera", indicando que la melodía ya estaba asociada en ese momento con la letra.
En 1939, Dan Shapiro, Lestor Lee y Milton Berle lanzaron «Shave and a Haircut-Shampoo», que utilizó la melodía en los compases finales. En el mismo año, Rosalind Rosenthal y Herbert Halpert grabaron «Shave and a Haircut, Bay Rum».

## Popularidad
La melodía se puede escuchar en bocinas de automóviles personalizadas, mientras que el ritmo se puede tocar como un golpe en la puerta o como un código Morse (-··–· ··) al final de un contacto de radioaficionado.
El exprisionero de guerra y marinero de la Marina de los Estados Unidos Doug Hegdahl informó que sus compañeros cautivos estadounidenses en la Guerra de Vietnam autentificarían la identidad estadounidense de un nuevo prisionero usando la melodía como consigna, golpeando las primeras cinco notas contra la pared de una celda y esperando la respuesta adecuada. Los prisioneros de guerra estadounidenses pudieron entonces comunicarse de forma segura entre sí a través del código alfabético cuadrático.
La melodía se ha utilizado innumerables veces como coda o final en piezas musicales. Está fuertemente asociado con los instrumentos de cuerda del bluegrass, particularmente el banjo de 5 cuerdas. Earl Scruggs a menudo terminaba una canción con esta frase o una variación de la misma. En el programa de televisión The Beverly Hillbillies, las pistas musicales que significaban la llegada de una pausa comercial (cuestiones que estaban en estilo bluegrass) terminaban con frecuencia con Shave and a Haircut. Es el melisma bluegrass más popular, después del melisma de Sol.
Shave and a Haircut se usó en muchos de los primeros dibujos animados, particularmente en los dibujos animados de Looney Tunes. También se usó como final de muchos programas de dibujos animados, justo después de los créditos. Décadas más tarde, el pareado se convirtió en un dispositivo de trama para atraer a una víctima prevista, como lo usó Judge Doom en la película ¿Quién engañó a Roger Rabbit?.

## Uso
La frase se ha incorporado en innumerables grabaciones y actuaciones. Los ejemplos notables incluyen:
- Johnny's Theme, la música que inauguró The Tonight Show Starring Johnny Carson, terminó con la melodía cada noche de la semana durante 30 años y 4.531 episodios.
- That's a Lot of Bunk, canción de la década de 1920 compuesta por Al Wilson, James A. Brennan y Mack Henshaw, e interpretada por Billy Jones y Ernest Hare, conocidos como The Happiness Boys.[18]
- El final de la película de 1937 O-Kay for Sound cantado por el Crazy Gang «How's your father? Goodbye!».[19]
- Dos grabaciones del cantante de R&B Dave Bartholomew: Country Boy (1950) al final, y la versión original de My Ding-a-Ling (1952).[20]
- La conclusión de la grabación Capitol de Les Paul y Mary Ford de Magic Melody, salvo con las dos notas finales suprimidas. En respuesta a las quejas de los disc jockeys, Capitol lanzó en 1955 Magic Melody Part 2 —que consiste únicamente en las notas que faltan— en un 45, que se dice que es la melodía más corta registrada.[21]
- La conclusión del aria de P. D. Q. Bach Blaues Gras, cantada en denglisch (alemán e inglés alterados): «Rasieren und Haarschneiden, zwei bitte».[22] La melodía también se utiliza en The Short-Tempered Clavier.[23]
- La conclusión de la versión original de Love and Marriage de Frank Sinatra (grabada para Capitol Records en 1955).
- Unsquare Dance (1961) de Dave Brubeck, además de parte de «Turkey in the straw».
- Uno de los números musicales de Cuento de Navidad de Mister Magoo (1962), We're Despicable (The Plunderers' March).
- Cada entrevista de Nardwuar the Human Serviette termina con la melodía, con Nardwuar cantando doot doot da loot doo, tras de lo cual se espera que el entrevistado responda con doot doo.
- El tema final en los créditos de Barney the Dinosaur en las temporadas 1-3.
- En un sketch de comedia televisiva de la década de 1960 llamado The Time Window, Mike Wallace entrevista a Victor Borge, quien interpreta a Franz Liszt. Durante el segmento, Borge afirma que su primera composición fueron dos notas; que toca en el piano. A continuación demuestra que sin estas dos notas «nunca habríamos tenido esto», con lo cual toca la melodía.[24][25]

## Usos en otros países
La versión italiana es Ammazza la vecchia...col Flit! («¡Mata a la anciana... ¡con Flit!»)— Flit es una antigua marca de insecticida DDT. Es una versión popular humorística de un comercial posterior a la Segunda Guerra Mundial Ammazza la mosca... col Flit.[cita requerida]
La melodía se usa en catalán con una letra diferente: «Nas de barraca. Sant Boi». También se toca como golpe de puerta. La letra catalana puede proceder de Blanes, donde se cantó dos veces con Nas de barraca. Sant Boí. Cinc de carmelos pel noi («Nariz de choza. Sant Boí. Cinco caramelos para el niño»).
En México, significa un insulto vulgar con la letra Chinga tu madre... cabrón.
En la música de bar irlandesa, la melodía a veces se etiqueta al final de una canción. El intérprete canta la primera parte de la letra, «How is your aul' one?» (léase «old one», jerga para madre), a lo que el público responde «Gameball!» (que significa A-OK).
En Suecia, es bien conocido como Kvart över elva... halv tolv («Las once y cuarto... Las once y media»). El giro no funciona tan bien en idiomas que tratan las 11:30 como una continuación de las once en lugar de la primera mitad de las doce. Halv tolv significa, por lo tanto, las doce y media y es el equivalente sueco correcto de las once y media. La melodía también se usó en un comercial de la marca de pastillas para la garganta Bronzol con el lema Hälsan för halsen—Bronzol («La salud para la garganta—Bronzol»)
En islandés, la letra es Saltkjöt og baunir... túkall («Carne salada y guisantes partidos... dos coronas»).
En los Países Bajos, la frase se usa cuando alguien se va con la intención de no volver. Die zien we nooit meer, te-rug («Nunca los veremos, de nuevo»). Se utiliza como una forma de burlarse de alguien/algo, si de repente desaparece de la escena.
En Argentina, Carlitos Balá, ex-presentador de un programa de televisión infantil, solía incluir un fragmento en su rutina en el que silbaba la parte de la melodía, lo que provocaba que los niños del público respondieran «Ba-lá».
En el mismo país, también se usa en contextos escolares la frase ¡Tapa, Tapita... Tapón! Donde el maestro dice "Tapa, Tapita" y los alumnos responden "Tapón" para que estos guarden silencio.